# Friedrich Weller (Politiker)
Friedrich Weller (* 3. November 1880 in Neunkirchen, Österreich-Ungarn; † 8. Mai 1945 in Hohenelbe) war ein tschechoslowakischer Politiker der Sudetendeutschen Partei. Er war von 1935 bis 1938 Abgeordneter des Tschechoslowakischen Abgeordnetenhauses.

## Leben und Werk
Weller war der Sohn eines österreichischen Beamten. Nach dem Schulbesuch in Neunkirchen ging er ab 1894 an die Staatliche Gewerbeschule nach Reichenberg, von der er 1898 verwiesen wurde. Er wechselte daraufhin an die Fachschule für Textilindustrie und wurde Textilfacharbeiter in Reichenberg. 
Er wurde u. a. Mitglied des Bundes der Deutschen in Böhmen und der 1935 umbenannten Sudetendeutschen Partei, für die er im gleichen Jahr als Abgeordneter in die Nationalversammlung der Tschechoslowakei einzog. Nach der deutschen Besetzung des Sudetenlandes infolge des Münchner Abkommens erlosch sein Mandat am 30. Oktober 1938. Unmittelbar nach dem Einmarsch sowjetischer Truppen wurde er inhaftiert und in ein Internierungslager nach Hohenelbe gebracht, wo er kurze Zeit später Suizid beging.